# Afraflacilla vestjensi
Afraflacilla vestjensi là một loài nhện trong họ Salticidae.
Loài này thuộc chi Afraflacilla. Afraflacilla vestjensi được Marek Żabka miêu tả năm 1993.